# Geely Haoyue L
Der Geely Haoyue ist ein Sport Utility Vehicle des chinesischen Automobilherstellers Geely der Marke Geely.

## Geschichte
Angekündigt wurde ein neues Geely-SUV mit bis zu drei Sitzreihen im Januar 2020 als VX11 SUV. Offiziell vorgestellt wurde es im Mai 2020 als Geely Haoyue. Im darauffolgenden Monat kam das Fahrzeug als Fünf- oder Siebensitzer in China in den Handel. Eine überarbeitete Version des SUV wurde im September 2021 präsentiert. Als Geely Haoyue L wird seit Dezember 2022 eine ausschließlich siebensitzige Variante angeboten. Im November 2020 gab der Hersteller bekannt, den Wagen auch auf den Philippinen als Geely Okavango anbieten zu wollen. Auf Basis des Haoyue wurde im September 2022 unter der aus Lifan hervorgegangenen Marke Livan der Livan RL9 vorgestellt. Außerdem nutzt der Pick-up RD6 der Marke Radar die Technik des Haoyue.
Der Haoyue wird seit März 2023 auch von der malaiischen Marke Proton als Proton X90 produziert. Mit dem X50 und dem X70 bietet Proton bereits zwei Baureihen an, die auf Geely-Modellen basieren.

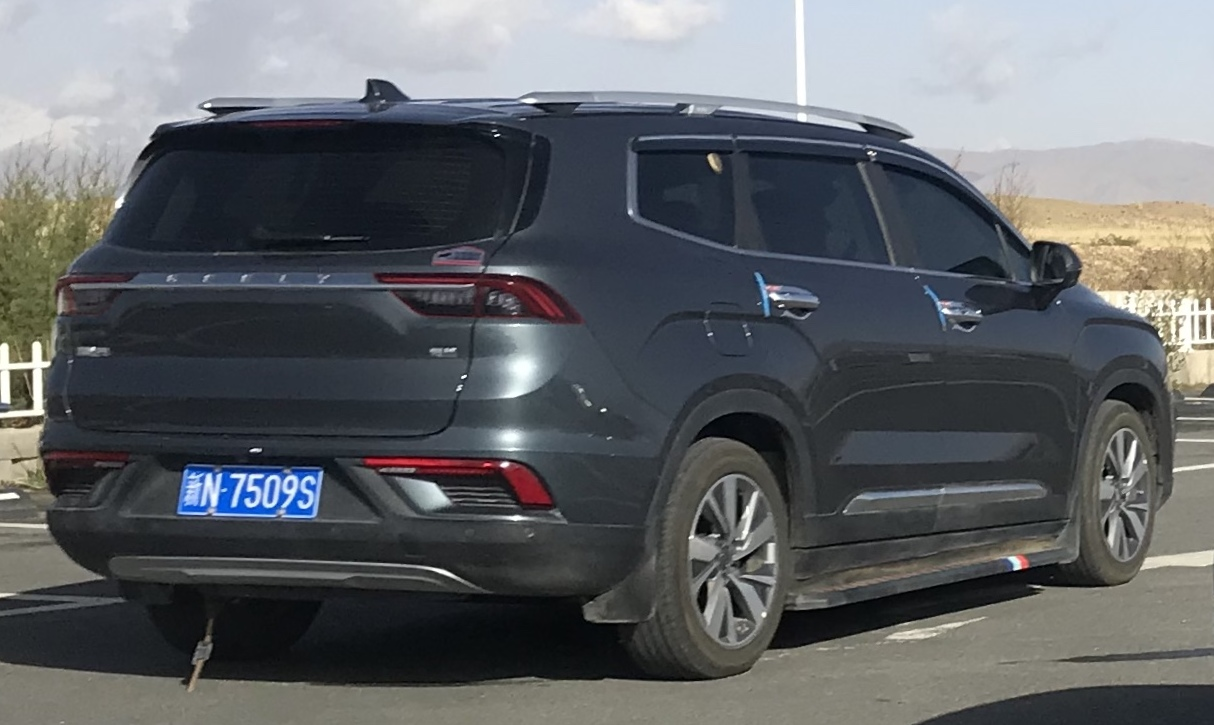
Heckansicht
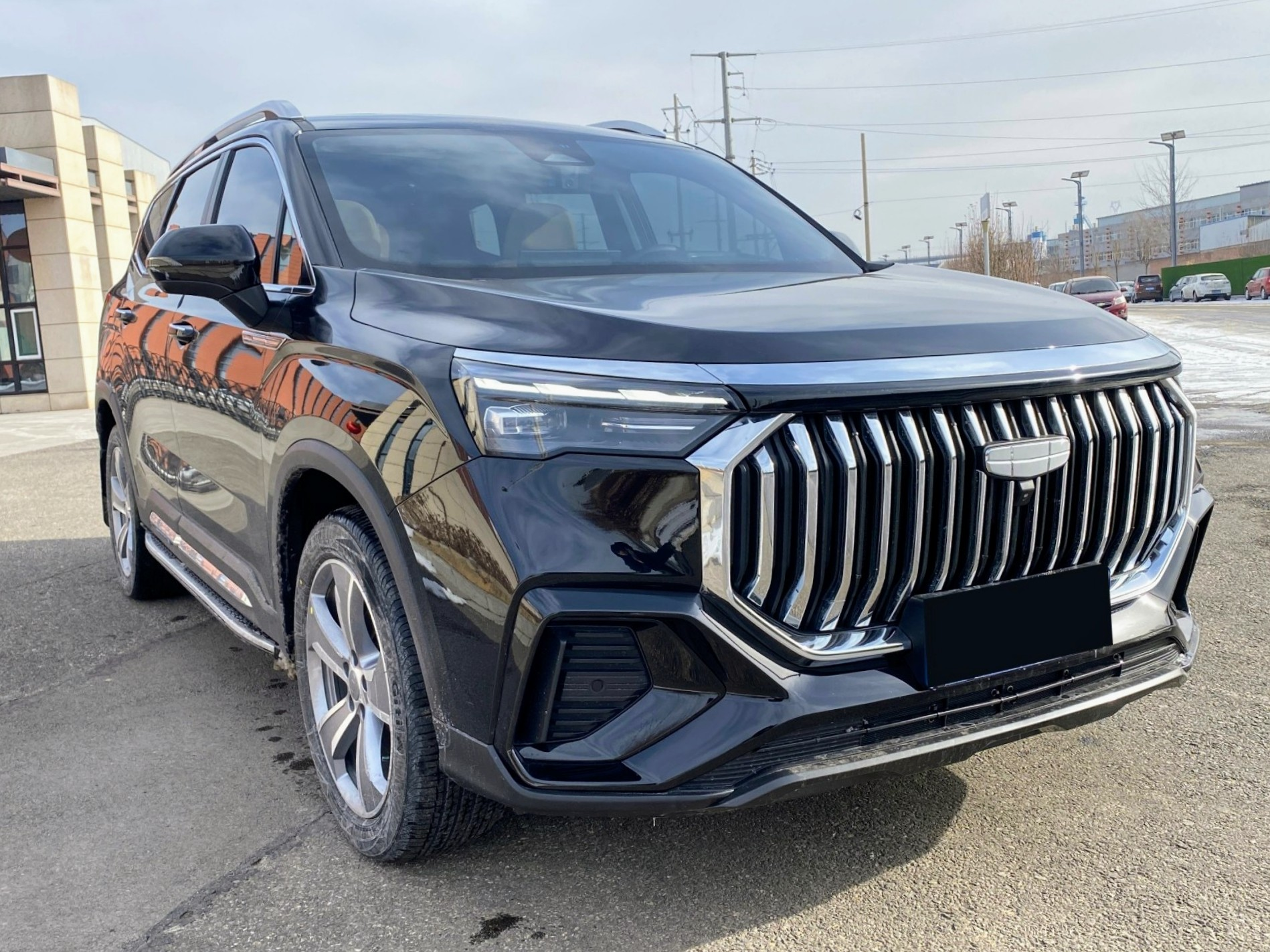
Geely Haoyue L (seit 2022)
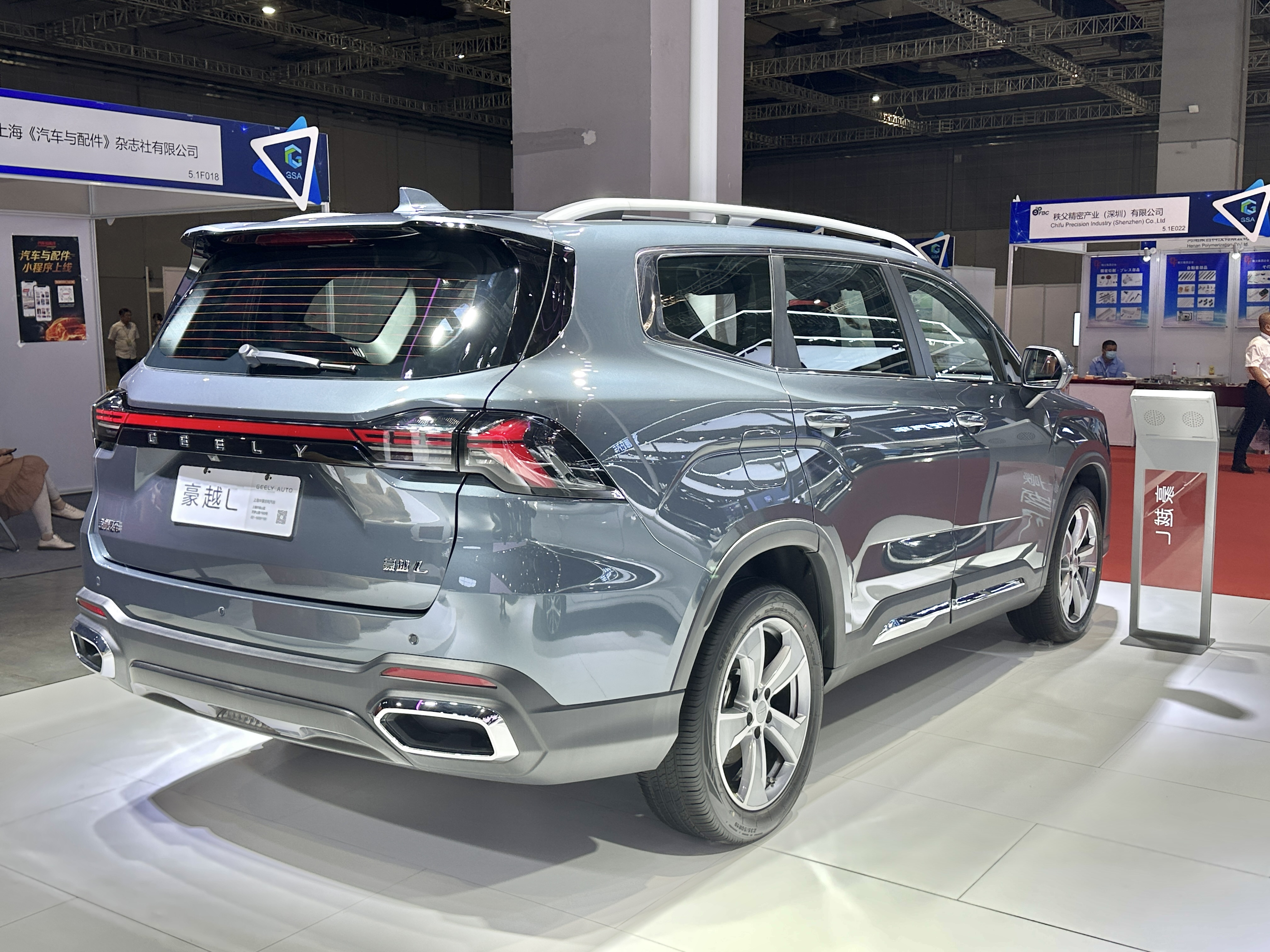
Heckansicht

## Technische Daten
Zum Marktstart stand für den Haoyue ausschließlich ein aufgeladener 1,8-Liter-Ottomotor mit vier Zylindern und 135 kW (184 PS) zur Verfügung. Serienmäßig hat das SUV ein 7-Stufen-Doppelkupplungsgetriebe und Vorderradantrieb. Gegen Aufpreis war Allradantrieb erhältlich. Seit Dezember 2020 ist auch ein 6-Stufen-Automatikgetriebe erhältlich. Der Haoyue L wird von einem aufgeladenen 2,0-Liter-Ottomotor mit 160 kW (218 PS) angetrieben.
|                                             | Haoyue 1.8 TD                    | Haoyue 1.8 TD                | Haoyue L 2.0 TD                  |
| Bauzeitraum                                 | 06/2020–03/2023                  | 12/2020–03/2023              | seit 12/2022                     |
| Motorkenndaten                              |                                  |                              |                                  |
| Motortyp                                    | R4-Ottomotor                     | R4-Ottomotor                 | R4-Ottomotor                     |
| Motoraufladung                              | Turbolader                       | Turbolader                   | Turbolader                       |
| Hubraum                                     | 1799 cm³                         | 1799 cm³                     | 1969 cm³                         |
| max. Leistung Verbrennungsmotor bei min−1   | 135 kW (184 PS) bei 5500/min     | 135 kW (184 PS) bei 5500/min | 160 kW (218 PS) bei 5500/min     |
| max. Drehmoment bei min−1                   | 300 Nm bei 1750–4000/min         | 300 Nm bei 1750–4000/min     | 325 Nm bei 1800–4500/min         |
| Kraftübertragung                            |                                  |                              |                                  |
| Antrieb, serienmäßig                        | Vorderradantrieb                 | Vorderradantrieb             | Vorderradantrieb                 |
| Antrieb, optional                           | Allradantrieb                    | Allradantrieb                | —                                |
| Getriebe, serienmäßig                       | 7-Stufen-Doppelkupplungsgetriebe | 6-Stufen-Automatikgetriebe   | 7-Stufen-Doppelkupplungsgetriebe |
| Messwerte                                   |                                  |                              |                                  |
| Höchstgeschwindigkeit                       | 190 km/h                         | 190 km/h                     | 210 km/h                         |
| Beschleunigung, 0–100 km/h                  | 8,9 s                            | k. A.                        | 7,9 s                            |
| Kraftstoffverbrauch auf 100 km (kombiniert) | 7,8 l Super                      | 8,1 l Super                  | 7,6 l Super                      |
| Tankinhalt                                  | 60 l                             | 60 l                         | 60 l                             |
| Abgasnorm                                   | China VIb                        | China VIb                    | China VIb                        |